# U Tong Ch’ŭk
U Tong Ch’ŭk, również U Tong Chuk (kor. 우동측, ur. 8 sierpnia 1942 w powiecie P’yŏngwŏn, prowincja P’yŏngan Południowy) – północnokoreański polityk i czterogwiazdkowy generał (kor. 대장) Koreańskiej Armii Ludowej. Ze względu na przynależność do najważniejszych gremiów politycznych Korei Północnej, uznawany za członka ścisłej elity władzy KRLD.

## Kariera
U Tong Ch’ŭk urodził się 8 sierpnia 1942 w powiecie P’yŏngwŏn w prowincji P’yŏngan Południowy. Absolwent filozofii na Uniwersytecie im. Kim Ir Sena w Pjongjangu. Niewiele wiadomo o karierze zawodowej U Tong Ch’ŭka przed kwietniem 1992 roku, kiedy to otrzymał awans na stopień dwugwiazdkowego generała-porucznika (kor. 중장). Deputowany Najwyższego Zgromadzenia Ludowego KRLD, parlamentu KRLD, nieprzerwanie od XI kadencji (tj. od września 2003 roku).
Trzygwiazdkowym generałem-porucznikiem (kor. 상장) został w kwietniu 2009 roku. Wtedy także wszedł do Komisji Obrony Narodowej, de facto najważniejszego organu w systemie politycznym Korei Północnej. Od tego momentu wielokrotnie pojawiał się u boku Kim Dzong Ila podczas licznych wizytacji jednostek wojskowych. Obecnie jednak nie jest już członkiem Komisji. We wrześniu 2009 mianowany pierwszym wicedyrektorem Agencji Bezpieczeństwa Narodowego (kor. 국가안전보위부), Służby Bezpieczeństwa KRLD. Funkcję tę sprawuje do dziś.
W kwietniu 2010 otrzymał stopień czterogwiazdkowego generała KAL (kor. 대장). Podczas 3. Konferencji Partii Pracy Korei 28 września 2010 roku został wybrany zastępcą członka Biura Politycznego KC PPK, członkiem Centralnej Komisji Wojskowej KC PPK, najważniejszego organu Partii Pracy Korei odpowiedzialnego za sprawy wojskowe, a także po raz pierwszy zasiadł w samym Komitecie Centralnym.
Po śmierci Kim Dzong Ila w grudniu 2011 roku, U Tong Ch’ŭk znalazł się na wysokim, 25. miejscu w 233-osobowym Komitecie Żałobnym. Świadczyło to o formalnej i faktycznej przynależności U Tong Ch’ŭka do grona ścisłego kierownictwa polityczno-wojskowego Koreańskiej Republiki Ludowo-Demokratycznej. Według specjalistów, miejsca na listach tego typu określały rangę polityka w hierarchii aparatu władzy.

## Odznaczenia
Kawaler Orderu Kim Dzong Ila (luty 2012).